# Carapicuíba
Carapicuíba är en stad och kommun i Brasilien och ligger i delstaten São Paulo. Staden ingår i São Paulos storstadsområde och hade år 2014 cirka 390 000 invånare. Carapicuíba ligger vid Tietêfloden och blev en egen kommun 1964 från att tidigare tillhört Barueri.

## Administrativ indelning
Kommunen var år 2010 indelad i tre distrikt:
- Aldeia de Carapicuíba
- Carapicuíba
- Vila Dirce